# They've Actually Gotten Worse Live
(NOFX - I Wanna Be An Alcoholic - They've Actually Gotten Worse Live)
They've Actually Gotten Worse Live è un cd live dei NOFX. Il titolo riprende quello del primo live della band, I Heard They Suck Live!! È stato registrato tra il 30 gennaio ed il 1º febbraio 2007 a San Francisco

## Modifiche ai testi
Durante la registrazione, la band apporta varie modifiche ai testi originali delle canzoni.
- Nella canzone Franco Un-American, Fat Mike nel testo della canzone rimpiazza Public Enemy e Reagan Youth con Dead Kennedys e Wasted Youth.
- Sempre in Franco Un-American, Fat Mike aggiunge delle frasi extra durante il ponte, atte a criticare duramente George W. Bush, similarmente a come fece durante l'esibizione live al programma tv Late Night with Conan O'Brien.
- Nella canzone What's The Matter With Parents Today?, cambia la frase having sex publically (avere sesso in pubblico) con having sex anally (avere un rapporto anale). La frase I thought the apple fell far from the tree (pensavo che la mela cadesse lontana dall'albero), viene cambiata in The asshole fell far from the tree, (traducibile come: l'idiota è caduto lontano dall'albero). La frase On the couch, with my Misfits records out (traducibile come: sul divano, ascoltando i Misfits), viene cambiata con On the lawn, with My Chemical Romance on (sul prato, ascoltando i My Chemical Romance).
- La parte iniziale di Murder the Government viene modificata con uno sprezzante riferimento a George W. Bush e Dick Cheney.
- Le ultime parole di The Longest Line vengono cambiate da At the end of the longest line (alla fine della coda più lunga), con Do you have the time to listen to me whine? (Hai tempo per ascoltarmi mentre mi lamento?), con chiaro riferimento alla canzone Basket Case dei Green Day.
- In Whoops I OD'd, la frase Assholes like to test the limit viene modificata in Golfers like to test the limit.

## Tracce
1. Intro/Glass War
2. You're Wrong
3. Franco Un-American
4. Scavenger Type
5. What's the Matter With Parents Today?
6. The Longest Line
7. New Happy Birthday Song?
8. Eat the Meek
9. Murder the Government
10. Monosyllabic Girl
11. I'm Telling Tim
12. Instant Crassic
13. Can't Get the Stink Out
14. See Her Pee
15. I Wanna Be an Alcoholic
16. Fuck the Kids
17. Juice Head
18. What Now My Love
19. Lori Meyers - duetto con Sarah Sandin invece che con Kim Shattuck, come in Punk in Drublic
20. We March To the Beat of Indifferent Drum
21. I, Melvin
22. Green Corn
23. Whoops I OD'd
24. Stickin In My Eye (traccia nascosta "The Decline")

## Formazione
- Fat Mike - basso e voce
- El Hefe - chitarra e voce
- Eric Melvin - chitarra
- Erik Sandin - batteria